# Phenacogaster lucenae
Phenacogaster lucenae — вид харациноподібних риб родини харацинових (Characidae). Описаний у 2023 році.

## Назва
Phenacogaster lucenae названо на честь доктора Зільди Маргарете Сейшас де Лусени, видатної бразильської іхтіологині, який зробила значний внесок у знання про систематику Phenacogaster.

## Поширення
Ендемік Бразилії. Поширений у річках басейну Шінгу.

## Опис
Дрібна рибка, завдовжки до 3,8 см.